# Nigel Codrington
Nigel Powers Codrington (né le 5 juillet 1979 à Georgetown au Guyana) est un footballeur international guyanien.

## Carrière

### En équipe nationale
Codrington a détenue le record de meilleur buteur de l'équipe nationale du Guyana avec dix-huit buts (en trente-trois rencontres disputées) jusqu'au 16/11/24 et un doublé de Omari Glasgow face à la Barbade . Il a notamment marqué onze buts lors de la Coupe caribéenne des nations 2007 ce qui en fait le meilleur buteur du tournoi (phases éliminatoire et finale confondues).

#### Buts en sélection
| Buts en sélection de Nigel Codrington | Buts en sélection de Nigel Codrington | Buts en sélection de Nigel Codrington              | Buts en sélection de Nigel Codrington | Buts en sélection de Nigel Codrington | Buts en sélection de Nigel Codrington | Buts en sélection de Nigel Codrington |
|                                       | Date                                  | Lieu                                               | Adversaire                            | Score                                 | Résultat                              | Compétition                           |
| ------------------------------------- | ------------------------------------- | -------------------------------------------------- | ------------------------------------- | ------------------------------------- | ------------------------------------- | ------------------------------------- |
| 1.                                    | 23 mars 2001                          | Georgetown (Guyana)                                | Barbade                               | ?-0                                   | 2-2                                   | Amical                                |
| 2.                                    | 2 octobre 2005                        | Georgetown (Guyana)                                | République dominicaine                | 3-0                                   | 3-0                                   | Amical                                |
| 3.                                    | 24 février 2006                       | Mackenzie Sports Club Ground, Linden (Guyana)      | Antigua-et-Barbuda                    | 2-0                                   | 2-1                                   | Amical                                |
| 4.                                    | 30 juillet 2006                       | Bourda, Georgetown (Guyana)                        | Sainte-Lucie                          | 2-0                                   | 2-0                                   | Amical                                |
| 5.                                    | 6 septembre 2006                      | Ergilio Hato Stadion, Willemstad (Curaçao)         | Suriname                              | 2-0                                   | 5-0                                   | CAR 2007                              |
| 6.                                    | 6 septembre 2006                      | Ergilio Hato Stadium, Willemstad (Curaçao)         | Suriname                              | 4-0                                   | 5-0                                   | CAR 2007                              |
| 7.                                    | 8 septembre 2006                      | Ergilio Hato Stadion, Willemstad (Curaçao)         | Antilles néerlandaises                | 1-0                                   | 5-0                                   | CAR 2007                              |
| 8.                                    | 8 septembre 2006                      | Ergilio Hato Stadion, Willemstad (Curaçao)         | Antilles néerlandaises                | 2-0                                   | 5-0                                   | CAR 2007                              |
| 9.                                    | 24 novembre 2006                      | Bourda, Georgetown (Guyana)                        | Antigua-et-Barbuda                    | 5-0                                   | 6-0                                   | CAR 2007                              |
| 10.                                   | 26 novembre 2006                      | Bourda, Georgetown (Guyana)                        | Guadeloupe                            | 1-0                                   | 3-2                                   | CAR 2007                              |
| 11.                                   | 26 novembre 2006                      | Bourda, Georgetown (Guyana)                        | Guadeloupe                            | 3-1                                   | 3-2                                   | CAR 2007                              |
| 12.                                   | 28 novembre 2006                      | Bourda, Georgetown (Guyana)                        | République dominicaine                | 3-0                                   | 4-0                                   | CAR 2007                              |
| 13.                                   | 16 janvier 2007                       | Stade Manny Ramjohn, Marabella (Trinité-et-Tobago) | Guadeloupe                            | 1-0                                   | 4-3                                   | CAR 2007                              |
| 14.                                   | 16 janvier 2007                       | Stade Manny Ramjohn, Marabella (Trinité-et-Tobago) | Guadeloupe                            | 2-2                                   | 4-3                                   | CAR 2007                              |
| 15.                                   | 16 janvier 2007                       | Stade Manny Ramjohn, Marabella (Trinité-et-Tobago) | Guadeloupe                            | 4-2                                   | 4-3                                   | CAR 2007                              |
| 16.                                   | 22 juin 2008                          | Providence Stadium, Providence (Guyana)            | Suriname                              | 1-2                                   | 1-2                                   | QCM 2010                              |
| 17.                                   | 8 août 2008                           | Providence Stadium, Providence (Guyana)            | Dominique                             | 1-0                                   | 3-0                                   | CAR 2008                              |
| 18.                                   | 8 août 2008                           | Providence Stadium, Providence (Guyana)            | Dominique                             | 3-0                                   | 3-0                                   | CAR 2008                              |

NB : Les scores sont affichés sans tenir compte du sens conventionnel en cas de match à l'extérieur (Guyana-Adversaire)